# Kelvin Hoefler
Kelvin Hoefler (Itanhaém, 10 de fevereiro de 1994) é um skatista brasileiro, medalhista de prata nas olimpíadas de Tóquio 2020, tendo sido a primeira medalha do país no evento. Também foi bicampeão dos X Games, em Minneapolis e na Noruega.